# Loebnerova nagrada
Loebnerova nagrada bila je godišnje natjecanje u umjetnoj inteligenciji koja je dodjeljivala nagrade računalnim programima za koje sudci smatraju da su najsličniji čovjeku. Format natjecanja bio je standardni Turingov test. U svakoj rundi ljudski sudac istovremeno je vodio tekstualne razgovore s računalnim programom i ljudskim bićem putem računala. Na temelju odgovora, sudac bi pokušao utvrditi tko je čovjek, a tko je stroj.
Natjecanje je 1990. godine pokrenuo Hugh Loebner. Godine 2004. i 2005. godine održavala se u Loebnerovom stanu u New Yorku. Unutar područja umjetne inteligencije, Loebrenova nagrada je kontroverzna; najistaknutiji kritičar, Marvin Minsky, nazvao je to reklamnim trikom.  Počevši od 2014. godine organizirao ga je AISB u Bletchley Parku.
Za finale 2019. format se promijenio. Umjesto sudaca, chatbotove je ocjenjivala javnost i nije smjelo biti ljudskih natjecatelja. Nagrada više ne postoji od 2020. godine.